# 茂文·李洛埃
茂文·李洛埃（英语：Mervyn LeRoy，1900年10月15日–1987年9月13日），美國電影導演和製片，早年偶爾參與電影演出。曾參演《十誡》等電影，並啟發其達成導演的願望。他首次執導的影片是1927年出品的愛情默片《No Place to Go》，而由於他的電影票房不俗又善于控制電影制作開支，他在電影行業的名聲還是頗吃香。1938年在擔任美高梅公司製作總監時決定開拍由茱蒂·嘉蘭主演的歌舞奇幻電影《綠野仙蹤》，並獲得奧斯卡金像獎最佳製片獎提名。在他的從影生涯中，總計有8部執導的電影獲得奧斯卡最佳電影獎提名。1965年退休後出版自傳，1987年因腦退化症病逝於加利福尼亞，享年86歲。